# Mas Flow, Inc.
Mas Flow Incorporated es un sello discográfico fundado por Luny Tunes, un dúo de productores dominicanos de reguetón. Afirma estar entre las empresas que ayudaron a expandir el género del reguetón. Mas Flow tiene muchas conexiones con la costa este; de hecho, la mayoría de sus equipos de producción proceden de Massachusetts, Estados Unidos. Su sede principal está en Carolina, Puerto Rico. Tiene una oficina regional en Nueva Jersey y Boston, Massachusetts y Rochester, Nueva York.
En la categoría Álbum Urbano de los Premio Lo Nuestro 2005, lograron ser galardonados con Más Flow 2, siendo esta la producción más importante del sello y del género urbano latino en general.

## Integrantes

### Productores
- Luny Tunes
- Tainy
- Predikador
- Nely "El Arma Secreta"
- Nesty "La Mente Maestra"
- Bones Wesso
- Thilo "La Navaja de doble filo"
- Miki "La Mano Bionica"
- Doble A & Nales "Los Presidentes"
- DJ Coffee
- Under Age
- Naldo
- Prieto
- Joker
- Alex Killer[7]

### Artistas
- Dayanara
- Dyland & Lenny
- El Roockie[8]
- Yo-Seph
- Emmanuel Vélez
- Ektor[9]

### Artistas afiliados
Los artistas que están afiliados a esta etiqueta incluyen:
- Daddy Yankee[10]
- Wisin & Yandel
- Don Omar
- Ivy Queen
- De La Ghetto
- Arcángel
- Plan B

### Productores afiliados
- Nely "El Arma Secreta"
- Naldo

## Álbumes lanzados por Mas Flow Inc.
2003
- Mas Flow

2004
- The Kings of the Beats
- La Trayectoria
- Luny Tunes Presents: La Mision 4: The Take Over

2005
- Mas Flow 2

2006
- Reggaeton Hits
- Mas Flow 2.5 [11]
- Mas Flow: Los Benjamins [12]
- The Kings of the Beats 2

2007
- Los Benjamins: La Continuación [13]

2008
- Semblante Urbano
- Luny Tunes Presents: Erre XI
- El Fenómeno

En el futuro
- Mas Flow 3 [14] (anunciado en 2013, junto al productor panameño Predikador,[15] y promocionado con el sencillo «Mayor que yo 3»,[16] que reunió por primera vez a Wisin & Yandel, Don Omar y Daddy Yankee,[17] aún, sin fecha de salida).[18]